# Стівен Маккеллар
Стівен Маккеллар (англ. Steven McKellar, 3 червня 1984, Кейптаун) — південноафриканський музикант. Він найбільш відомий як вокаліст і автор пісень гурту Civil Twilight. Він виконав пісню «Nobody Can Save Me» разом із Linkin Park на концерті пам'яті Честера Беннінгтона в Hollywood Bowl. 2017 року Маккеллар випустив сольний проєкт під назвою Dayvid.

## Раннє життя
Маккеллар народився в Кейптауні, Південна Африка. Батько Стівена мав значну колекцію платівок, а мати грала на фортепіано, плекаючи інтерес до музики. Серед його ранніх впливів були Джефф Баклі, Oasis і Blur. 1996 року він почав займатися музикою зі своїм братом Ендрю та другом дитинства Річардом Воутерсом, що зрештою призвело до створення Civil Twilight.

## Кар'єра
Маккеллар переїхав до Лос-Анджелеса, штат Каліфорнія, 2005 року. Працював на різних випадкових роботах, перш ніж переїхати до Нашвілла, штат Теннессі 2008 року. Як учасник Civil Twilight, він виступав на сцені з Young the Giant, Florence + the Machine, Smashing Pumpkins, Jimmy Eat World, Silversun Pickups та Of Monsters and Men.
Його музика звучала в багатьох телевізійних програмах, зокрема One Tree Hill, House, Star-Crossed і Terminator: The Sarah Connor Chronicles. Пісня «Letters From The Sky» («Листи з неба») була представлена в кінці 11 серії серіалу «Острів Харпера».
2017 року Маккеллар зіграв з Linkin Park на Hollywood Bowl у Лос-Анджелесі.
2017 року Маккеллар випустив свій сольний мініальбом під назвою Dayvid. На підтримку запису він вирушив у п'ятиденний тур Південною Африкою.

## Дискографія

### Студійні альбоми
| Назва                                                                               | Деталі альбому                                                            | Пікові позиції у чартах | Пікові позиції у чартах | Пікові позиції у чартах | Пікові позиції у чартах |
| Назва                                                                               | Деталі альбому                                                            | США                     | США Alt.                | США Heat.               | США Rock                |
| ----------------------------------------------------------------------------------- | ------------------------------------------------------------------------- | ----------------------- | ----------------------- | ----------------------- | ----------------------- |
| Civil Twilight                                                                      | Реліз: 6 квітня 2010 р Лейбл: Wind-up Формати: CD, цифрове завантаження   | —                       | —                       | 16                      | —                       |
| Holy Weather                                                                        | Реліз: 26 березня 2012 р Лейбл: Wind-up Формати: CD, цифрове завантаження | 124                     | 20                      | 3                       | 31                      |
| Story of an Immigrant                                                               | Реліз: 10 липня 2015 р Лейбл: Wind-up Формати: CD, цифрове завантаження   | —                       | —                       | 4                       | —                       |
| «—» позначає запис, який не потрапив у чарти або не був випущений на цій території. |                                                                           |                         |                         |                         |                         |